# جيمي كوربيت
جيمي كوربيت (بالإنجليزية: Jimmy Corbett)‏ (6 يوليو 1980 في المملكة المتحدة - ) هو لاعب كرة قدم بريطاني في مركز الوسط. لعب مع بلاكبيرن روفرز ونادي بورتسموث ونادي ساوثيند يونايتد ونادي غيلينغهام ونادي مارغيت وداغنهام وريدبريدج وفولكستون إنفيكتا وفايفرشام تاون ‏ ونادي هيرن باي ودارلينجتون إف سى وويلينج يونايتد.

## وصلات خارجية
- جيمي كوربيت على موقع قاعدة بيانات كرة القدم.إي يو (الإنجليزية)
- جيمي كوربيت على موقع Soccerbase.com (لاعب) (الإنجليزية)